# Alapfy László
Alapfy László (Budapest, 1955. október 9.) fotóművész, grafikus, divat- és tárgyfotós

## Élete
Édesapja, Alapfy Attila szintén fotóművész. A Képző- és Iparművészeti Szakgimnázium és Kollégium fotó-, majd grafikaszakon tanult. 1982-ben diplomázott a Lipcsei Grafikai és Könyvművészeti Egyetem tipográfiai szakán.
Élete során számos fotópályazon nyert díjat. 1995-ben megalapította saját művészeti stúdióját, ALAPFY Kft. néven, ahol reklámfotóval, grafikai tervezéssel és kiállításépítéssel foglalkoznak.
- 1969-ben az első díját, 15 évesen, a Fotóművészek szövetségének pályázatán nyerte, az év legjobb fotója címmel, majd
- 1971 IV. Országos Ifjúsági Fotókiállítás – I. díj, Budapest
- 1972 Pécsi József fotókiállítás, Pécs
- 1973 Rosti Pál-emlékkiállítás, Dunaújváros
- 1998 Digitális kép – különdíj, Budapest

### Egyéni kiállításai
- 1972 Miskolci Fotógaléria, Miskolc
- 1975 Fotogalerie, Staatliche, Ländesbildstelle, Hamburg, Galerie Panthel Passage, Linz
- 2000 Horoszkóp, ZOOM Fashion Café, Budapest, UV. Divat, Net Café, Budapest

### Csoportos kiállításai
- 1972 Junge Fotografen Zeigen Europa, München
- 1975 Országos fotóművészeti kiállítás, Budapesti Fotóklub, Budapest
- 1980 Werbe Fotos aus Ungarn, Collegium Hungaricum, Bécs
- 1985 Százéves a magyar plakát, Műcsarnok, Budapest
- 2000 Lipcsei művek, Józsefvárosi Galéria, Budapest

### Tipográfia és illusztráció
- 1976 Winter Erzsi: Szibériai rokonaink, Budapest
- 1980 Víg Rózsi: Grill ABC, Budapest, Budapest Díszvilágítása, Budapest
- 1994 Zoboraljai hímzések, Budapest
- 1996 Szacsvai Éva: Üvegképek, Budapest